# Praemastus flavidus
Praemastus flavidus là một loài bướm đêm thuộc phân họ Arctiinae, họ Erebidae.